# Zmeu

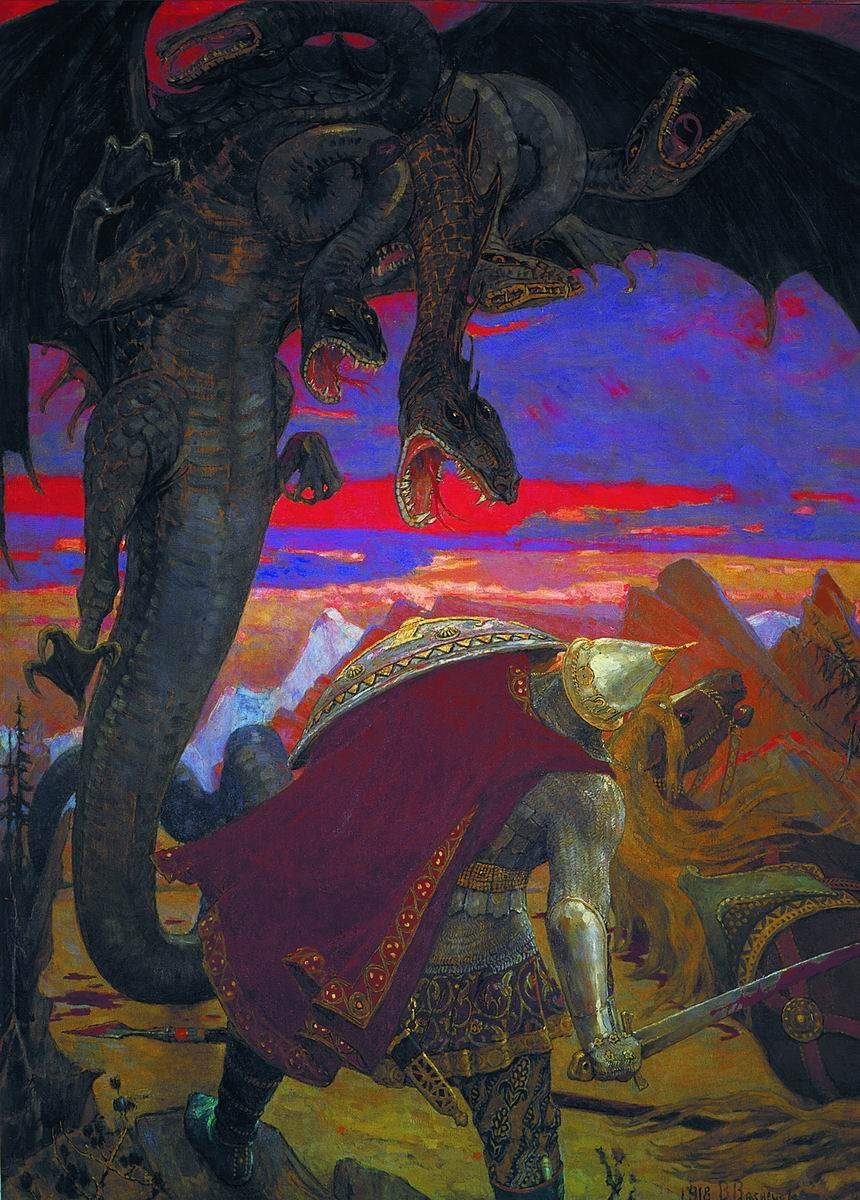
Zmeul Gorînîci, de Victor Vasnețov

Un zmeu (plural: zmei, feminin: zmeoaică/zmeoaice) este în mitologia românească  imaginat ca un uriaș cu puteri supranaturale, întruchipare a răului, dar care este întotdeauna învins de către forțele binelui. Poate apărea și sub formă de balaur. 
Cuvântul înseamnă „șarpe” în multe limbi slave (în bielorusă: змея, în bosniacă: zmija, în bulgară: змия, în croată: zmija, în macedoneană: змија, în rusă: змея, în ucraineană: змія).

## Nume
Majoritatea oamenilor de știință sunt de acord că numele și aspectul Zmeului sunt derivate din limba slavă Zmeia. Cu toate acestea, lingvistul Sorin Paliga contestă ideea că cuvântul român Zmeu este de origine slavă și ipoteză că formele pan-slavice erau un împrumut slavic timpuriu din limba dacă. Relația cu "zmeură" în română a fost considerată posibilă, dar destul de puțin probabilă, de Alexandru Ciorănescu.
Cuvântul se referă, de asemenea, la zmeie pentru copii, care zboară.